# Salina de la Laguna Verde
La Salina de la Laguna Verde es el nombre más común con el cual se conoce a un complejo de tres lagunas y tres pequeñas salinas ubicadas en el oeste del departamento Tinogasta, de la provincia de Catamarca en la República Argentina.

## Los más elevados volcanes de la Tierra
El complejo de lagunas y salinas de la Laguna Verde ocupa el fondo de una cubeta endorreica cuya base está elevada a 4100 m s. n. m., y próxima al Paso de San Francisco aunque otro paso aún más cercano pero menos accesible comunica también con Chile, el paso Tres Quebradas (o paso del Toro Muerto).
Tal cubeta o cuenca tiene entre una de sus particularidades más destacadas el estar rodeada por siete de los doce volcanes más elevados del planeta Tierra y, además, estar en el centro de una región que incluye aún más volcanes gigantes. El conjunto de estas salinas y lagunas tiene su centro hacia las coordenadas 27°22′S 68°41′O / -27.367, -68.683.
Al norte y al noroeste de la Laguna Verde (en torno al paralelo 27°S), formando parte de la cordillera axial de los Andes se extiende un cordón de altísimos volcanes siempre nevados que determinan una parte de la frontera argentino–chilena, entre tales volcanes se pueden citar de este a oeste los siguientes:
- Nevado de Incahuasi (6610 m s. n. m.)
- El Fraile
- El Muerto
- Nevado Ojos del Salado
- Volcán Ata
- Los Nacimientos
- Cerro Bayo
- Solo
- Nevado Tres Cruces

Al oeste igualmente más cumbres: Puntiagudo, Llamas, Los Patos, volcán Azufre y casi cerrando al estrecho valle por el sur, el imponente estratovolcán Pissis.

## Cuenca de la salina de la laguna Verde
Esta elevada cuenca endorreica se encuentra subdividida en seis segmentos que se encadenan de norte a sur:
- La laguna Norte.
- La salina Norte – extendida al sur en un extenso arenal –
- La salina Central.
- La laguna Verde propiamente dicha, bella extensión de agua color verde turquesa, al sur se encuentra un istmo y otro desierto arenoso.
- La salina Sur.
- La llamada laguna Verde Sur cuyas aguas son en realidad de color marrón obscuro o caramelo.

El conjunto recién reseñado se extiende por más de cuarenta kilómetros, más al sur se encuentra otra pequeña cuenca endorreica en la cual se destaca la laguna de Los Aparejos.

## Turismo
Junto a los atractivos paisajísticos, la región presenta —pese a su aridez— otros: termas derivadas del vulcanismo, grandes posibilidades para la práctica de montañismo y es un excelente teatro natural para la realización de deportes de aventura.